# F-Secure
Společnost F-Secure Corporation (dříve známá jako Data Fellows) je celosvětovou společností v oblasti kybernetické bezpečnosti s více než 30 pobočkami po celém světě. Hlavní sídlo společnost je v Helsinkách ve Finsku.
Společnost má i své bezpečnostní laboratoře v Helsinkách a také v Malajsii. Hlavním produktem společnosti je antivirový software, software pro správu hesel, zajištění bezpečnosti a konzultace ohledně kybernetické bezpečnosti.

## Historie
Společnost F-Secure byla původně založena jako společnost Data Fellows Petrim Allasem a Risto Siilasmaem v roce 1988. Společnost Data Fellows vyučovala uživatele počítačů a budovala databáze na míru. O tři roky později se začala společnost zabývat svým prvním velkým projektem, kterým by první heuristický skener pro antivirové produkty. První antivirový software pro systémy Microsoft Windows byl představen v roce 1994 a společnost Data Fellows se v roce 1999 přejmenovala na F-Secure. Společnost F-Secure v roce 2005 vyvinula svoji první anti-rootkit technologii nazvanou BlackLight (Černé světlo).
V červnu roku 2015 rozšířila společnost F-Secure své portfolio o další produkty. Toto bylo spojené s koupí firmy nSense, dánské společnost specializující na hodnocení zranitelností a poskytující bezpečnostní poradenství. V únoru 2017 koupě společnosti Inverse Path, soukromé italské bezpečnostní společnosti, přinesla další příležitosti a zkušenosti v rámci leteckého a automobilového průmyslu.
V červnu roku 2018 koupila F-Secure společnost MWR InfoSecurity zabývající se kybernetickou bezpečností za 106 milionů dolarů .